# Реакция Вюрца — Фиттига
Реа́кция Вю́рца - Фи́ттига — химическая реакция, заключающаяся в получении алкилбензолов из смеси алифатических и ароматических галогенидов действием металлического натрия в инертном растворителе (в качестве растворителя часто применяются эфиры, бензол и циклогексан. Из галоидных алкилов наиболее подходящими обычно оказываются хлориды). 
Данная реакция является модифицированной реакцией Вюрца и была открыта немецким химиком-органиком В.Р. Фиттигом в 1864 году.

## Применение
Конденсация галоидбензола с алкилгалогенидом при помощи металлического натрия в присутствии растворителя — диэтилового эфира.
{\displaystyle {\mathsf {C_{6}H_{5}-Br+R-Br{\xrightarrow[{(C_{2}H_{5})_{2}O}]{Na}}C_{6}H_{5}R+R-R+C_{6}H_{5}-C_{6}H_{5}}}}
Бромистые и иодистые арилы реагируют, кроме того, с магнием в присутствии эфира, давая при этом соответствующие соединения Гриньяра. Процесс обычно начинается не так быстро, как в случае галоидных алкилов, но арилмагнийбромиды и иодиды получаются, тем не менее, достаточно легко и с хорошим выходом и имеют очень большое значение для органической химии.
Синтез алкилбензолов:
{\displaystyle {\mathsf {C_{6}H_{5}X+2Na+X-R{\xrightarrow[{}]{AlCl_{3}}}C_{6}H_{5}R+2NaX}}}
Реакция Вюрца-Фиттига рекомендована для получения чистого алкилбензола, так как побочные продукты обычно легко отделяются.